# Michele Hicks
Michele Hicks (* 4. Juni 1973 im Essex County, New Jersey) ist eine US-amerikanische Schauspielerin und ein ehemaliges Model.

## Leben und Karriere
Michele Hicks stammt aus New Jersey. Bereits im Alter von 14 Jahren zog sie in eine Wohngemeinschaft in New York City, mit 16 brach sie die Schule ab, um als Model zu arbeiten. Nach anfänglichen Problemen in der Branche Fuß zu fassen, konnte sie bald ihren Bekanntheitsgrad steigern. Nach einigen Jahren als Model entschied sie sich Schauspielerin zu werden und nahm dafür Unterricht. Ihre erste Rolle vor der Kamera folgte 1999 mit einer Rolle im Independentfilm Twin Falls Idaho. Es folgten Auftritte in Everything Put Together Ropewalk und im Thriller Mulholland Drive – Straße der Finsternis. 2003 war sie im Fantasy-Filmdrama Northfork zu sehen. Parallel dazu trat sie in den Serien Criminal Intent – Verbrechen im Visier, Law & Order: Special Victims Unit, CSI: NY und Cold Case – Kein Opfer ist je vergessen in Gastrollen auf. Von 2004 bis 2008 war sie als Mara Sewell in der Serie The Shield – Gesetz der Gewalt zu sehen.
2006 war sie als Amy Sykes in der Serie Heist in einer der Hauptrollen zu sehen. Die Serie wurde allerdings bereits nach einer Staffel wieder eingestellt. Weitere Gastauftritte folgten in Life, The Mentalist, Blue Bloods – Crime Scene New York, Elementary und Orange Is the New Black. 2015 spielte sie als Sharon Knowles eine Nebenrolle in der ersten Staffel von Mr. Robot. Zudem übernahm sie als Kay O’Bannon eine Nebenrolle in Public Morals.

## Persönliches
Hicks war zwischen 2008 und 2018 mit dem britischen Schauspieler Jonny Lee Miller verheiratet. Sie sind Eltern eines Sohnes. Bereits seit 1997 betreibt sie, gemeinsam mit einer Freundin, ein Pilatesstudio in New York City.

## Filmografie (Auswahl)
- 1999: Twin Falls Idaho
- 2000: Everything Put Together
- 2000: Ropewalk
- 2001: Mulholland Drive – Straße der Finsternis (Mulholland Drive)
- 2001: Criminal Intent – Verbrechen im Visier (Criminal Intent, Fernsehserie, Episode 1x01)
- 2002: Deadly Little Secrets
- 2003: Northfork
- 2003: Law & Order: Special Victims Unit (Fernsehserie, Episode 4x23)
- 2003: Distress
- 2004: Messengers
- 2004: CSI: NY (Fernsehserie, Episode 1x02)
- 2004: Cold Case – Kein Opfer ist je vergessen (Cold Case, Fernsehserie, Episode 2x02)
- 2004–2008: The Shield – Gesetz der Gewalt (The Shield, Fernsehserie, 26 Episoden)
- 2006: Heist (Fernsehserie, 6 Episoden)
- 2007: What We Do Is Secret
- 2009: Life (Fernsehserie, Episode 2x18)
- 2010: The Mentalist (Fernsehserie, Episode 3x04)
- 2011: Rehab
- 2014: 2 Bedroom 1 Bath
- 2014: Behind the Door
- 2015: Blue Bloods – Crime Scene New York (Blue Bloods, Fernsehserie, Episode 5x10)
- 2015: Public Morals (Fernsehserie, 6 Episoden)
- 2015: The Adventures of Beatle
- 2015–2016: Mr. Robot (Fernsehserie, 6 Episoden)
- 2017: Elementary (Fernsehserie, Episode 5x17)
- 2018: Orange Is the New Black (Fernsehserie, 2 Episoden)
- 2021: The Gateway – Im Griff des Kartells (The Gateway)
- 2023: Magnum P.I. (Fernsehserie, Episode 5x10)